# Víctor Paz Estenssoro
Víctor Ángel Paz Estenssoro (Tarija, 2 de octubre de 1907-Tarija, 7 de junio de 2001) fue un abogado y político boliviano. Fungió como presidente de Bolivia en cuatro ocasiones (1952-1956, 1960-1964, de agosto a noviembre de 1964 y 1985-1989).
Fue sucesivamente diputado por Tarija en la Convención de 1938, primer vicepresidente de la Cámara de Diputados en 1940, ministro de Hacienda durante el gobierno del presidente Gualberto Villarroel López (1943-1946) y fundador del Movimiento Nacionalista Revolucionario (MNR) en 1941, del cual fue jefe hasta su renuncia y retiro definitivo de la política en 1990.
En su primer gobierno (1952-1956) inició la Revolución Nacional –una de las revoluciones sociales más importantes de América en el siglo XX– con cuatro  medidas fundamentales: la reforma agraria, el voto universal, la nacionalización de las principales empresas mineras y la reforma educativa . En su segundo gobierno (1960-1964) reestructuró la Corporación Minera de Bolivia y fortaleció Yacimientos Petrolíferos Fiscales Bolivianos (YPFB), reforzando el proceso de capitalismo de estado que se inauguró en 1952. En su cuarto gobierno, 1985-1989, tuvo que controlar la hiperinflación que azotaba a Bolivia y sentó las bases para el ingreso de Bolivia a la economía de mercado.
Durante su exilio político fue profesor en universidades de Perú y Estados Unidos. Se retiró de la política en marzo de 1990 en San Luis, Tarija, donde falleció a los 93 años de edad el 7 de junio de 2001.
Su papel en las transformaciones radicales de Bolivia en 1952 y luego en 1985 lo convierten en un referente importante para comprender la política boliviana contemporánea y en uno de los líderes políticos más importantes de América en el siglo XX.

## Familia y adolescencia
Sus padres fueron Domingo Paz Rojas y Carlota Estenssoro. La familia de su padre era de origen gallego y había emigrado de la Argentina a Tarija, exiliados durante el gobierno de Juan Manuel de Rosas. En cambio los Estenssoro, eran de origen vasco y habían emigrado al Alto Perú del sur del Perú. El padre de Víctor Paz Estenssoro, se dedicaba a la agricultura y también era empleado del Banco Nacional de Bolivia.
Paz provenía de una familia de terratenientes. Pasaba sus vacaciones en el campo, en San Luis, propiedad de su familia, y según recuerda esto le permitió 

ver lo que era la vida del campesino, de percibir lo que era el manejo de propiedades, donde no se hacia inversión y se percibía simplemente la renta bajo la forma de pago de un arriendo, por lo demás injusto para el campesino.

Realizó sus estudios de primaria en la Escuela Municipal a cargo de la educadora María Laura Justiniano e inició secundaria en el Colegio Nacional San Luis de GonzagaTarija. En 1921, a los 13 años la familia se trasladó a Oruro porque su padre fue nombrado administrador del Banco Nacional de Bolivia y Paz continuó sus estudios en el Colegio Nacional Bolívar. Se graduó de bachiller dos años más tarde. La estadía de su familia en Oruro expuso a Paz a la realidad de la minería: las duras condiciones de trabajo de los mineros y la importancia de la actividad en el quehacer de Oruro. Paz quería estudiar ingeniería civil, pero al no haber esta carrera aún en las universidades bolivianas optó más bien por derecho. Con tal motivo, se trasladó a La Paz y cursó derecho en la Universidad Mayor de San Andrés (UMSA) donde se recibió de abogado en 1927, a los 20 años.
Paz no tuvo actividad política durante sus estudios en la UMSA. Su prioridad era concluir sus estudios y trabajar para mantenerse. Para cubrir sus estudios realizó una serie de trabajos. Primero, como ayudante en el Banco Nacional y luego primero como dactilógrafo y posteriormente redactor en la Cámara de Diputados. Fue durante su trabajo en la Cámara de Diputados donde tomó conocimiento de primera mano sobre cómo los indígenas eran abusados por autoridades locales que ignoraban documentos coloniales o del siglo XIX que otorgaban derechos de los indígenas e intentaban apropiarse de sus tierras. Finalmente, su último trabajo como estudiante fue en el Museo Tiahuanaco.

## Administración pública
Paz intentó trabajar en el sector privado sin éxito. Por tanto, su alternativa fue el sector público donde inició su carrera como secretario abogado de la Oficina de Estadística Financiera establecida como resultado de la Misión Kemmerer que asesoró al gobierno de Hernando Siles. Es acá donde comenzó la formación de Paz en temas economía política y finanzas. Posteriormente, también se desempeñó como secretario abogado de la Comisión Fiscal Permanentemente, creada para supervisar la recolección de impuestos para el pago de la deuda boliviana a bancos estadounidenses. Su próximo trabajo fue como Subsecretario del Ministerio de Hacienda, que dejó durante el gobierno de Salamanca cuando el ministro Espada le indicó que para seguir en él tenía que inscribirse al Partido Socialista Republicano, que Paz consideraba demasiado conservador.

### Guerra del Chaco
Al iniciar la guerra del Chaco Paz trabajaba en la Contraloría General de la República e inicialmente fue interventor general de la contraloría en el Primer Cuerpo de Ejército. En junio de 1934 renunció a la Contraloría y se enlistó en el ejército en la batería Seleme, bajo las órdenes del capitán Antonio Seleme Vargas (que luego jugaría un papel importante en la sublevación armada en La Paz en 1952). Paz recuerda que desarrolló una buena amistad con Seleme; que era inteligente, justo y muy preocupado por el bienestar de sus soldados. Paz fue ascendido al grado de cabo en septiembre de 1934 y al grado de sargento en febrero de 1935.

Durante la guerra Paz leyó el ABC del Comunismo y el Pensamiento vivo de Marx de León Trotski. Estos libros complementaron su pensamiento político que se había iniciado con la lectura del ensayo de José Carlos Mariátegui sobre el Perú. En el Chaco continuó participando de la logia civil-militar «Grupo Bolivia», a la cual pertenecía antes del inicio de la guerra y en la cual reflexionaban sobre la situación de país y como crear las condiciones para mejorarla.
Concluida la guerra, Paz volvió a ser Subsecretario en el Ministerio de Finanzas durante el gobierno de David Toro. Una vez se inició el gobierno de Germán Busch, sin embargo, renunció y en 1937, ingresó a la empresa minera Patiño Mines de Simón Iturri Patiño como abogado. Si bien sólo trabajó un año en la Patino Mines su paso por ella proveyó a Paz una ventana para comprender el poder de la minería: 

El trabajo en la Patiño me proporcionó una visión desnuda, una verdadera radiografía del poder minero. Cada grupo de la gran minería tenía conexión con ciertos ministros. Se redactaban proyectos de decretos supremos que eran enviados a los ministros y luego se aprobaban sin mayor modificación.

 Esta experiencia fue uno de los factores que impulsó a Paz a ingresar en política.
Renunció un año después y fue elegido diputado por Tarija. Entre 1938 y 1939 fue presidente del Banco Minero y también catedrático de Historia de las Doctrinas Económicas en la UMSA. En 1940 y 1943 su labor parlamentaria lo consagró como uno de los más destacados diputados del Congreso. Desde allí lideró una fuerte oposición al gobierno de Peñaranda.

### Movimiento Nacionalista Revolucionario (MNR)
Uno de los fundadores del Movimiento Nacionalista Revolucionario (MNR) en 1942, junto a un destacado grupo de políticos e intelectuales, partido del que fue jefe durante casi 50 años (1942–1990). Fue también ministro de Economía en 1941 y ministro de Hacienda y Estadística en 1943 hasta 1945. El 20 de diciembre de 1943 protagonizó un golpe de Estado junto al Mayor Gualberto Villarroel, batalla en la que derrocaron al General Enrique Peñaranda.
Pilar fundamental en el gobierno de Villarroel y a la caída de este partió exiliado a Buenos Aires.

## Primer gobierno (1952-1956)
Entró al gobierno gracias a la revolución de 1952. 
En cumplimiento de una consigna política histórica, que cedía tierras al indio y minas al Estado, Víctor Paz decretó la Reforma Agraria en todo el territorio nacional y la nacionalización del complejo minero privado. Estas dos grandes medidas, junto con la aprobación del voto universal, constituyeron la base del programa revolucionario del MNR. También se redactaron instrumentos de largo alcance como: El Código de la Educación Boliviana (20 de enero de 1955); el Código de Seguridad Social; la ley del Sufragio Universal; La Nueva Codificación; la asistencia técnica de diversos organismos internacionales para grandes proyectos de ingeniería global, como el Proyecto Corani; la creación del Comité Nacional de Rehabilitación Industrial; el impulso de YPFB; la demanda ante el mundo de la cuestión marítima de Bolivia; la estabilidad monetaria; tareas de colonización; construcción de carreteras y un gradual impulso al desarrollo económico y social.
Como consecuencia de la derrota militar del ejército, en las jornadas de abril de 1952, se decretó el cierre el Colegio Militar, reconoció oficialmente a las milicias armadas mineras y campesinas y el veto obrero en las minas. En su gobierno se creó la Central Obrera Boliviana. Fue implacable con la oposición. Admitió que prefería la política del opositor preso.
Cumplido su período, entregó el mando al elegido, Hernán Siles Zuazo, que gobernó de 1956 a 1960. Entre 1956 y 1958 fue embajador de Bolivia en el Reino Unido.

## Segundo gobierno (1960-1964)

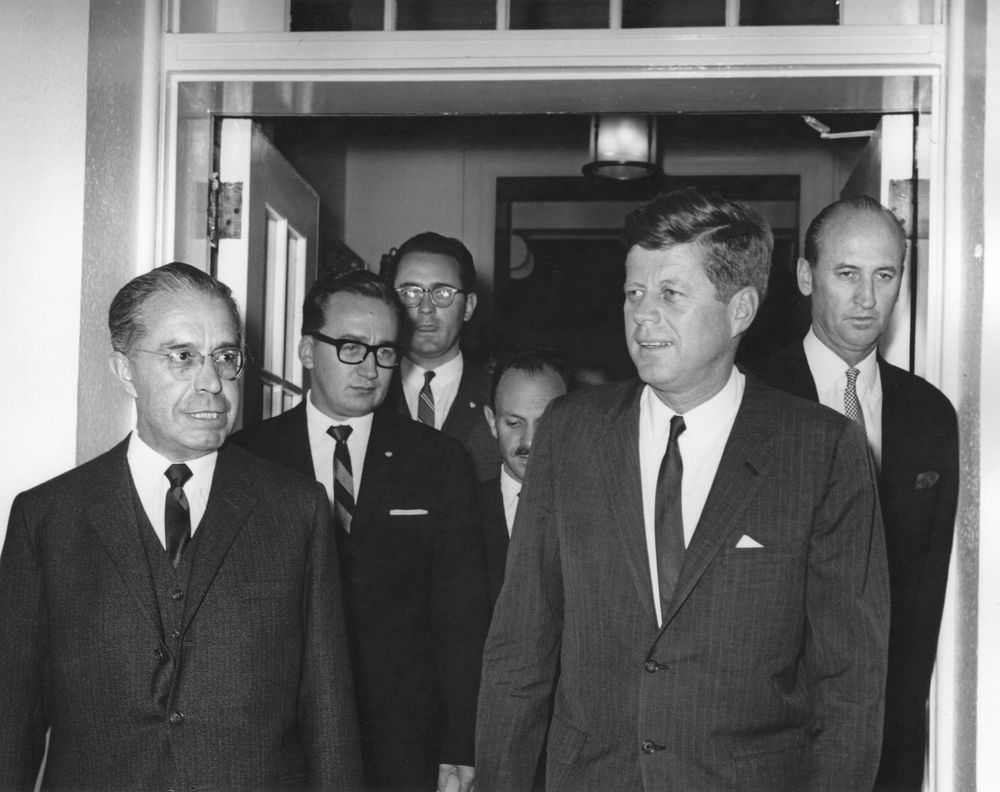
Reunión con el presidente de los Estados Unidos, John Fitzgerald Kennedy y el presidente de la República de Bolivia Víctor Ángel Paz Estenssoro en 1963

Paz Estenssoro nuevamente triunfó en las elecciones de 1960, volvió a ser nominado presidente, asumiendo el cargo el 6 de agosto de ese año. En su segundo mandato institucionalizó las medidas revolucionarias, aprobó la Constitución de 1961 que consagró las transformaciones de 1952, mantuvo un crecimiento del PIB próximo al 6 %, diseñó el Plan Decenal de Desarrollo (1962-1971), aplicó un plan de reforma de COMIBOL, conocido como el Plan Triangular.
Dedicó sus esfuerzos y los recursos económicos del país a impulsar un polo de desarrollo en Santa Cruz, al que dio rápido crecimiento y progreso; creó un ingenio azucarero en Bermejo (Tarija) y realizó una serie de obras para impulsar el desarrollo y, especialmente, la agricultura y la industria.
Durante este gobierno Paz Estensorro desarrolló una buena relación con el presidente estadounidense, John F. Kennedy, al que visitó en 1963. Para el gobierno de EE. UU., Paz Estensorro era un reformista autoritario, necesario para el progreso de Bolivia. A su vez, Paz Estensorro era un "sincero nacionalista que buscaba tomar ventaja de las tensiones globales [de la Guerra Fría] para incrementar la asistencia extranjera para el desarrollo de Bolivia."
En política exterior, rompió relaciones con Chile por la utilización de parte de las aguas del río Lauca.

## Tercer gobierno (agosto-noviembre de 1964)

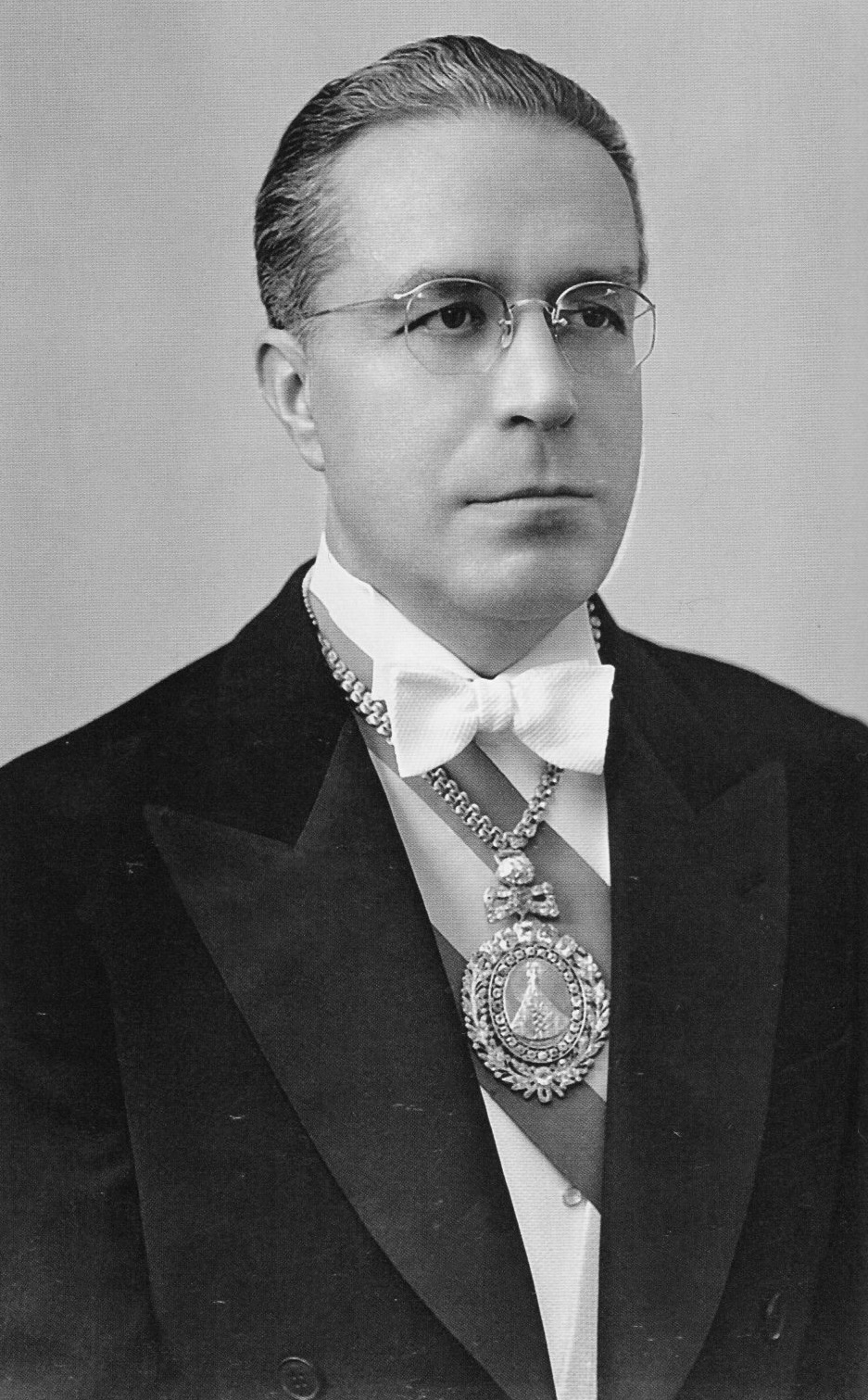
Estenssoro en 1964

Pensando que las obras iniciadas debían ser concluidas por él, procuró la modificación de la Constitución en su artículo que prohibía la reelección del Presidente, logrando ser nuevamente nominado en las elecciones de 1964. Llevó como vicepresidente a su amigo cercano, René Barrientos Ortuño. Este posteriormente, dirigió un golpe de Estado que cercenó el mandato de Paz Estenssoro, antes del plazo constitucional.
Salió al exilio en 1964, permaneciendo en Lima, Perú.

## Alianza con Banzer (1971-1975)
Retornó al país cuando se produjo el golpe organizado por el coronel Hugo Banzer Suárez, apoyado por su partido el Movimiento Nacionalista Revolucionario (MNR) y la Falange Socialista Boliviana (FSB) de 1971 a 1973. En 1974, tras romper con Banzer, fue exiliado nuevamente. Retornó al país en 1978 como candidato presidencial en las elecciones que posteriormente fueron anuladas. Ocupó el segundo lugar en los comicios de 1979. El MNR se constituyó en cerrada oposición (desde el parlamento) al gobierno de Hernán Siles Zuazo (1982-1985).

## Cuarto gobierno (1985-1989)

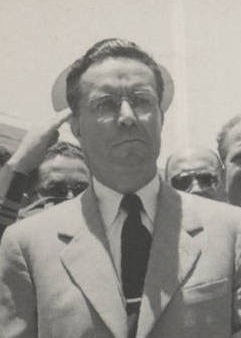
Retrato en 1979

Tras su elección en 1985, impulsó una serie de políticas económicas de carácter liberal, establecidas mediante el Decreto Supremo 21060, del cual el economista de la Universidad de Harvard, Jeffrey Sachs fue uno de sus asesores. Martín Redrado (nombrado Presidente del Banco Central de la República Argentina en 2004), Felipe Larraín (Ministro de Hacienda del Gobierno del Presidente chileno Sebastián Piñera) y el francés Daniel Cohen formaban parte del equipo de economistas que rodearon a Paz Estenssoro y le animaron a seguir una política económica liberal.
El "Decreto Supremo 21060" dio lugar a privatizaciones, recortes del gasto público, el despido de veinte mil mineros del estaño (la mayoría de los cuales se dedicaron después al cultivo de la hoja de coca) y la supresión de la protección social de los trabajadores. La Central Obrera Boliviana (COB), principal confederación sindical del país, convocó una huelga general, a la que el gobierno respondió declarando el estado de sitio y encarcelando a ciento setenta y cinco dirigentes sindicales. Estas medidas provocaron un descenso del nivel de vida de la población: los salarios reales disminuyeron un 40 % y el desempleo alcanzó entre el 20% y el 25% de la población activa. 
Paz gobernó constitucionalmente hasta 1989.
Paz sostuvo que la reforma 21069 sería una medida coyuntural que duraría 20 años. En efecto, la reforma económica permaneció  vigente, aun después de tres administraciones gubernamentales distintas, Jaime Paz Zamora (MIR), Gonzalo Sánchez de Lozada (MNR) y Hugo Banzer (ADN).

## Exilio político

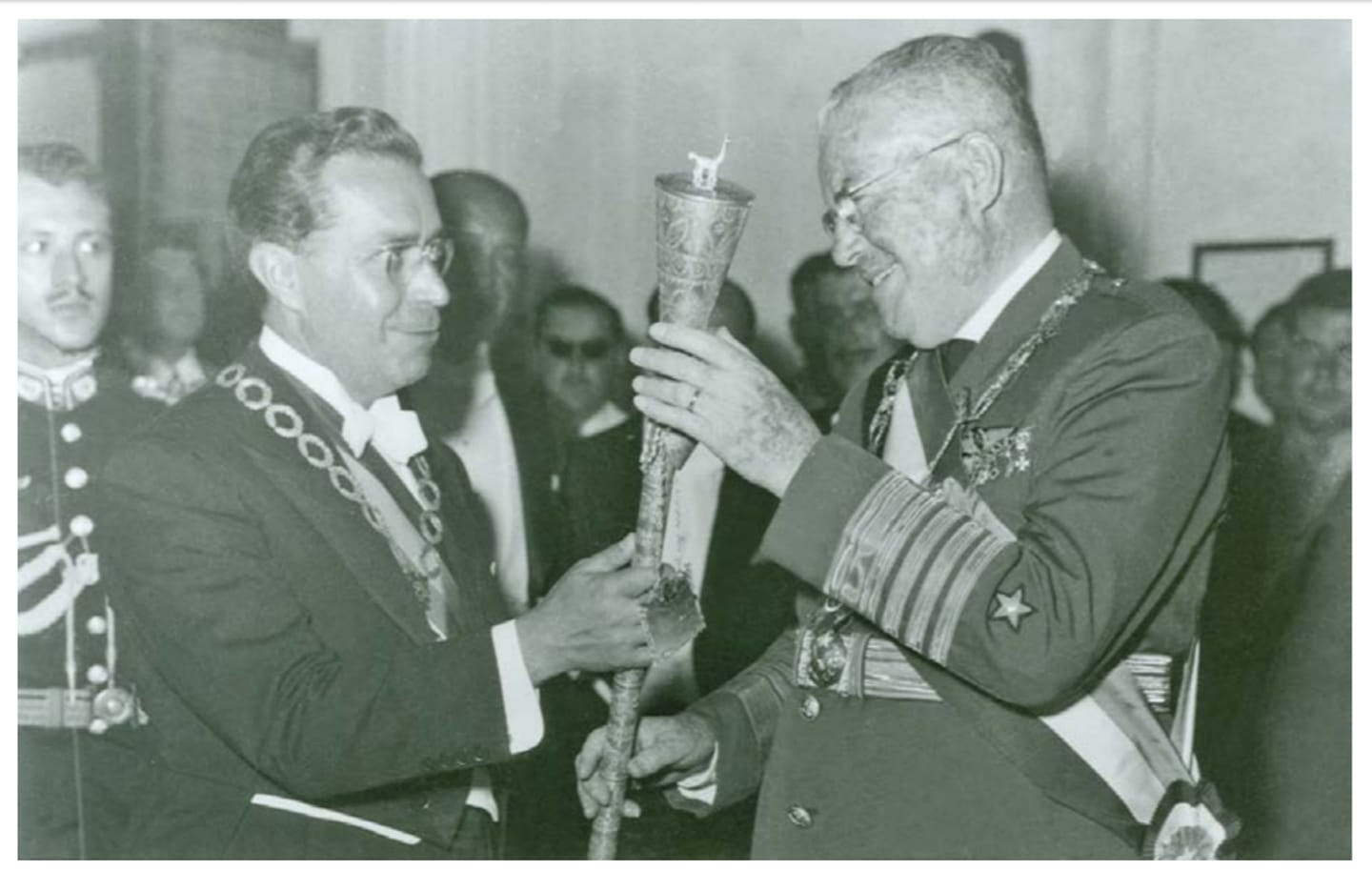
El presidente Paz Estenssoro durante la visita de estado de su par chileno general Carlos Ibáñez del Campo a Bolivia en 1955.

El exilio político fue una constante en la vida republicana de Bolivia. Entre 1943 y 1974, Paz Estenssoro fue exiliado tres veces por un total de aproximadamente 17 años. El primer destierro fue producto de la caída del gobierno de Villarroel en 1943. Luego de tres meses como refugiado político en la Embajada de Paraguay en La Paz, Paz y su familia vivieron en Buenos Aires por casi seis años donde fueron bien acogidos por el gobierno de Juan Domingo Perón. Durante este período Paz fue corresponsal de la revista española Revista de Economía Continental publicada en México y de otras revistas económicas de la Argentina, Chile y México. También se dedicó a realizar estudios de pre-factibilidad para una empresa constructora. A mediados de 1949, tuvo que dejar la Argentina hacia Uruguay, por haber participado en un intento de cruzar la frontera de La Quiaca a Villazón para iniciar una rebelión contra el gobierno de Urriolagoitia. En Montevideo trabajó primero como contralor de exportaciones y luego en las finanzas de la empresa de Lanasur por casi un año. Regresó a Buenos Aires en 1951 donde permaneció hasta su regreso a Bolivia en abril de 1952 para acceder a su primer periodo presidencial e iniciar la Revolución Nacional.
El segundo exilio de Paz fue luego de su derrocamiento en noviembre de 1964. Esta vez vivió en Lima por casi siete años. Eligió Lima sobre Buenos Aires por su proximidad a Bolivia. En Lima, Paz trabajó enseñando economía en varias universidades hasta que en 1966 pasó a formar parte de la facultad de la Universidad Nacional de Ingeniería (Perú) donde fue docente del pregrado y el posgrado. En posgrado era docente de macroeconomía y planificación urbana de un curso financiado por la OEA que traía a Lima cuadros técnicos de casi todos los países de América Latina.
El tercer y último exilio de Paz fue a raíz de su rompimiento con Bánzer en 1974. Estuvo refugiado por casi cinco años y vivió en Buenos Aires, Lima y los Estados Unidos. El exilio inició en Asunción en enero de 1974 pero un año después, Paz se mudó a Buenos Aires. A mediados de 1974, luego de la muerte del presidente de la Argentina Juan Domingo Perón, Paz dejó la Argentina y regresó a Lima, donde reinició la docencia en la Facultad Nacional de Ingeniería. De 1976 a 1978, Paz estuvo en los EE. UU. Primero como investigador residente en el Woodrow Wilson Center en Washington D. C., luego como profesor visitante en la Universidad de California en Los Ángeles (donde enseñaba cursos de historia de América Latina basados sobre su propia experiencia) y finalmente como profesor visitante en la Universidad de Nuevo México.

## Retiro en Tarija
El 10 de marzo de 1990, Paz anunció su renuncia irrevocable a la jefatura nacional del partido del Movimiento Nacionalista Revolucionario después de 48 años de ejercicio (1942-1990). El relevo se produjo formalmente en abril durante la XVI Convención Nacional del partido. Gonzalo Sánchez de Lozada fue elegido como nuevo jefe nacional y Paz fue nombrado jefe vitalicio del partido. Con este último emolumento simbólico Paz puso final a su larga carrera política. Se retiró a su hacienda de San Luis en compañía de su familia para dedicarse al cultivo de vides. Su retirada de la vida pública fue completa. Rehusó inmiscuirse en la política interna del MNR o difundir opiniones sobre la marcha del país, y, a lo sumo, se dejó tomar consejo por aquellos dirigentes que le requerían. Desde mediados de la década su salud fue deteriorándose paulatinamente, afectado por el mal de Parkinson, dolencias cardiovasculares que hicieron necesarias varias intervenciones. En 1999, una parálisis lo recluyó en la silla de ruedas. A pesar de ello, según los que acudieron a visitarlo, no le impidió conservar una perfecta lucidez.
Después de 11 años de su retiro y debido a un paro cardíaco en el posoperatorio de la amputación de la pierna derecha, que se le había infectado a causa de una trombosis, Víctor Paz Estenssoro murió el 7 de junio de 2001 a los 93 años de edad. Cabe mencionar que el día que murió, el MNR celebraba su 59.º aniversario.
Cabe destacar también que, Paz Estenssoro llegó a convertirse en uno de los 4 presidentes bolivianos que con más longevidad fallecieron, junto a Hugo Ballivián Rojas, Eliodoro Villazón Montaño y Lidia Gueiler Tejada.

## Legado
Fue candidato a la presidencia en ocho ocasiones. Ganó las elecciones de 1951, 1960 y 1964. Ocupó el segundo lugar en los comicios de 1979, 1980 y 1985 y el tercero en 1947 y 1978. Es el segundo presidente que gobernó Bolivia por más de una década (doce años y seis meses), superado solo por Evo Morales que estuvo 14 años en la presidencia. Paz es artífice de dos revoluciones, la de 1952 y la de 1985 que transformaron a Bolivia. Según Carlos Mesa, «para entender la Bolivia moderna del siglo XX, hay que entender la obra de Paz Estenssoro».
Según Ignacio Vera de Rada, en su libro biográfico Guillermo Bedregal: Retrato de un hombre público, publicado en 2017, Paz Estenssoro fue un hombre noble, carismático y revolucionario, además de muy apuesto, siendo estos tres los pilares fundamentales para sus posteriores victorias electorales.
En su obituario, la revista británica The Economist concluía:

Él dominó la vida política boliviana por el último medio siglo. Su búsqueda por oportunidades políticas lo llevó a dudosas alianzas con líderes militares. Pero mantuvo su probidad personal y un aire de estadista. No era un populista que agitaba a las masas, era más bien un tecnócrata comprometido con modernizar Bolivia. Se da a pocos individuos la posibilidad de cambiar la historia de su país, menos aún de hacerlo dos veces. Sin embargo eso es lo que Víctor Paz Estenssoro logró en Bolivia.

## Biografía
- Ascarrunz Rodríguez, Eduardo (2008). La palabra de Paz. Un hombre, un siglo. La Paz: Plural Editores. ISBN 978999541688.

- Field, Thomas (2014). From development to dictatorship : Bolivia and the alliance for progress in the Kennedy era. Ithaca London: Cornell University Press. ISBN 9780801452604.

- Holtey, Joseph (2012). Victor Paz Estenssoro: A political biography. Prescott, AZ: victorpazestenssoro.com. ISBN 9780988581302.

- Mesa Gisbert, Carlos (2016). Presidentes de Bolivia: Entre Urnas y Fusiles. La Paz: Editorial Gisbert, 5º edición

- Trigo O'Connor d'Arlach, Eduardo (1999). Conversaciones con Víctor Paz Estenssoro. La Paz: Comunicaciones El País S.A.

- Vera Rada, Ignacio (2017). Guillermo Bedregal. Retrato de un hombre público. La Paz: Instituto de Investigación y Formación Democrática "Carlos Montenegro". ISBN 9789997491596.